# Richard Coke junior
Richard Coke Jr. (* 16. November 1790 in Williamsburg, Virginia; † 31. März 1851 im Gloucester County, Virginia) war ein US-amerikanischer Politiker. Zwischen 1829 und 1833 vertrat er den Bundesstaat Virginia im US-Repräsentantenhaus.

## Werdegang
Richard Coke war der Onkel des gleichnamigen Richard Coke (1829–1897), der Gouverneur von Texas und US-Senator für diesen Staat war. Er besuchte die öffentlichen Schulen seiner Heimat und studierte danach am College of William & Mary in seiner Heimatstadt Williamsburg. Nach einem anschließenden Jurastudium und seiner Zulassung als Rechtsanwalt begann er im Gloucester County in diesem Beruf zu arbeiten. Politisch schloss er sich in den 1820er Jahren der Bewegung um den späteren US-Präsidenten Andrew Jackson an und wurde Mitglied der von diesem 1828 gegründeten Demokratischen Partei.
Bei den Kongresswahlen des Jahres 1828 wurde Coke im achten Wahlbezirk von Virginia in das US-Repräsentantenhaus in Washington, D.C. gewählt, wo er am 4. März 1829 die Nachfolge von Burwell Bassett antrat. Nach einer Wiederwahl konnte er bis zum 3. März 1833 zwei Legislaturperioden im Kongress absolvieren. Seit dem Amtsantritt von Präsident Jackson im Jahr 1829 wurde innerhalb und außerhalb des Kongresses heftig über dessen Politik diskutiert. Dabei ging es um die umstrittene Durchsetzung des Indian Removal Act, den Konflikt mit dem Staat South Carolina, der in der Nullifikationskrise gipfelte, und die Bankenpolitik des Präsidenten.
Nach dem Ende seiner Zeit im US-Repräsentantenhaus zog sich Richard Coke aus der Politik zurück. Er starb am 31. März 1851 auf seiner Plantage Abingdon Place im Gloucester County, wo er auch beigesetzt wurde.